# Jacques Petithory
Jacques Petithory est un marchand et collectionneur d'art français né à Pessac le 1er octobre 1929 et mort dans le 15e arrondissement de Paris le 12 novembre 1992. 

## Biographie
Enfant unique d'une propriétaire de clinique, nommée Marie Picau, Jacques Petithory ne suit pas d'études remarquables. Après avoir été parachutiste dans l'armée française durant l'après-guerre, il acquiert avec l'aide de sa mère une échoppe et devient brocanteur aux Puces de Saint-Ouen, au marché Biron à partir de 1953 puis marchand et collectionneur d'art à Paris, New York ou encore Londres. Il a légué sa collection personnelle de peintures, de bronzes, de dessins et de meubles au musée Bonnat-Helleu de Bayonne.

## Le legs Petithory
Depuis une exposition tenue au musée du Luxembourg en 1997-1998, et la parution d'un catalogue ad hoc, la collection est restée invisible aux yeux du public. Le 13 janvier 2025, la parution d'un arrêté pris par la ministre de la Culture Rachida Dati annonce le transfert des 336 œuvres du fonds Petithory au musée Bonnat-Helleu. Ce fonds qui comprend des artistes tels que Michel-Ange, Raphaël, Titien, Dürer, Primatice, Watteau, Vasari… Jusqu'alors détenue par les musées du Louvre et d'Orsay, la collection consiste en un ensemble de 36 peintures, de 186 dessins anciens des écoles française et italienne, ainsi que de 95 sculptures, meubles et objets d’art. Parmi ceux-ci se trouvent des majoliques, des bronzes de la Renaissance, comme Junon et Mercure du florentin Ferdinando Tacca, initialement possédé par André Le Nôtre, et le Jeu de Saccomazzone d’Orazio Mochi (en), ayant appartenu aux collections de Louis XIV. On y trouve également des faïences et des pièces d’orfèvrerie.